# انجمن سیبلیوس فنلاند
انجمن سیبلیوس فنلاند (فنلاندی: Sibelius-Seura ry؛ سوئدی: Sibelius-Samfundet rf) نام انجمنی در فنلاند است که به آثار و موسیقی ژان سیبلیوس اختصاص دارد.
این انجمن در دسامبر ۱۹۵۷ میلادی بنیان نهاده شد و در سال ۱۹۷۴ میلادی با همیاری «وزارت آموزش» فنلاند، خانهٔ این آهنگساز نامدار را به‌صورت موزه‌ای برای بازدید عموم بازگشایی کرد. از سال ۱۹۶۵، این انجمن هر پنج سال یکبار مسابقه بین‌المللی سیبلیوس را در ویولن‌نوازی برگزار می‌کنند.